# Cosmethis buruensis
Cosmethis buruensis är en fjärilsart som beskrevs av Louis Beethoven Prout 1929. Cosmethis buruensis ingår i släktet Cosmethis och familjen mätare. Inga underarter finns listade i Catalogue of Life.